# Emmelsbüll-Horsbüll
Emmelsbüll-Horsbüll è un comune di 962 abitanti dello Schleswig-Holstein, in Germania.
Appartiene al circondario (Kreis) della Frisia Settentrionale (targa NF) ed è parte della comunità amministrativa (Amt) di Südtondern.